# Бібліотека № 5 для дорослих (Тернопіль)
Бібліотека № 5 для дорослих — структурний підрозділ Тернопільської міської централізованої бібліотечної системи.

## Відомості
Бібліотека заснована в 1977 році.

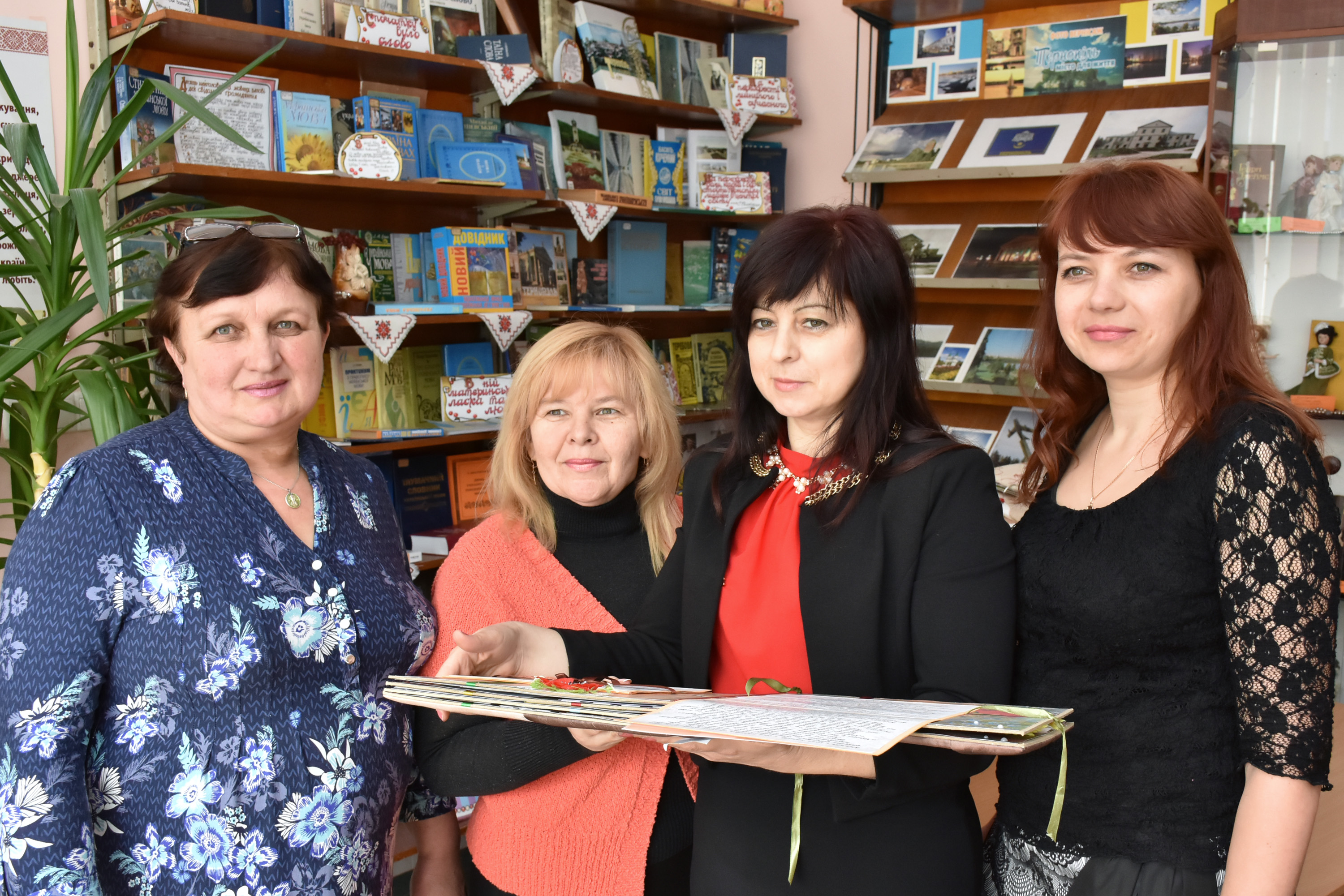
Колектив бібліотеки № 5 для дорослих: Ольга Курочка, Надія Бойко, Надія Данчевська і Наталія Федорів

Фонд бібліотеки складає 16 000 примірників документів. Передплачує 12 назв газет, 17 назв журналів.
Каталоги та бібліографічні картотеки: абетковий та систематичний, систематична картотека статей.
Бібліотека є центром родинного спілкування.
Режим роботи: з 9.00 до 18.00. Вихідні: субота, неділя.